# Хоффман, Луц
Луц Хоффманн (нем. Lutz Hoffmann; 30 января 1959 года – 5 декабря 1997 года)  —  гимнаст из ГДР.   Серебряный призер Олимпийских игр 1980 года в Москве (командный зачет).

## Биография
Начал заниматься гимнастикой в возрасте пяти лет. С 1976 года тренировался в спортивном клубе "Динамо" в Берлине. Его младший брат Ульф Хоффман также был гимнастом.  В молодости они жили в одном интернате  во время тренировок в СК Динамо в Берлине.

## Карьера
В 1979 году Гофман стал призёром в вольных упражнениях, заняв второе место. На чемпионате мира в том же году его команда финишировала четвёртой. В следующем году они выиграли серебряную медаль на летних Олимпийских играх 1980 года в Москве. В тех играх, Гофман был седьмым в многоборье. Выиграл бронзовую медаль на брусьях в 1981 году на чемпионате Европы.
После ухода в отставку  работал в качестве тренера по гимнастике, а затем учителем в Бад-Заксе, Германия, где и покончил с собой в 1997 году.